# 高德毅
高德毅（1958年2月6日—），男，上海人，中华人民共和国政治人物、外交官。

## 生平
高德毅毕业于上海海事大学和瑞典世界海事大学，毕业后留在上海海事大学工作和任教。1999年4月，任上海海事大学教授、党委副书记、副校长。2006年4月，调入外交系统，担任驻欧盟使团参赞。2008年9月，出任中华人民共和国驻莱索托大使。2010年12月，自驻莱索托大使离任。2011年，任上海市教育委员会副主任。2012年，兼任上海理工大学党委书记。2018年，任上海市人大华侨民族宗教事务委员会、外事委员会主任委员。